# Флаг Кавказского района
Флаг муниципального образования Кавка́зский район Краснодарского края Российской Федерации — опознавательно-правовой знак, служащий официальным символом муниципального образования.
Флаг утверждён 27 января 2006 года и внесён в Государственный геральдический регистр Российской Федерации с присвоением регистрационного номера 2139.

## Описание
«Флаг Кавказского района представляет собой прямоугольное голубое полотнище с отношением ширины к длине 2:3, несущее вдоль нижнего края зелёную полосу в 1/4 ширины полотнища, а посередине голубой части — белого скачущего оленя с жёлтыми рогами и копытами, пронзённого жёлтой стрелой с цветком лилии вместо оперения».

## Обоснование символики
Флаг языком символов и аллегорий отражает исторические и культурные особенности района.
Особую роль в становлении и развитии Кавказской земли сыграло казачество. В память об этом на флаге помещено изображение оленя, пронзённого стрелой — исторический символ Донских казаков.
Белый цвет (серебро) — символ чистоты, совершенства, мира и взаимопонимания.
Жёлтый цвет (золото) — символ урожая, богатства, стабильности, уважения и интеллекта.
Зелёный цвет — символ здоровья, природы, жизненного роста, на флаге подчёркивает сельскохозяйственную направленность экономики района.
Голубой цвет (лазурь) — символ чести, благородства, духовности.

## См. также

Флаги муниципальных образований Кавказского района
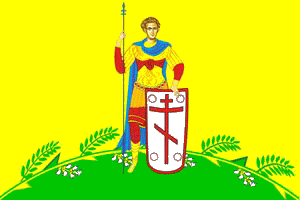
Флаг Дмитриевского сельского поселения
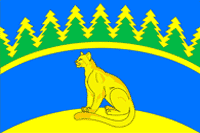
Флаг сельского поселения имени М. Горького
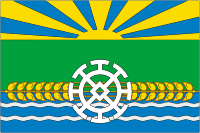
Флаг Привольного сельского поселения
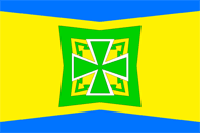
Флаг Темижбекского сельского поселения